# Alice et le Talisman d'ivoire
Alice et le Talisman d'ivoire (titre original : The Mystery of the Ivory Charm, littéralement : Le Mystère du talisman d'ivoire) est le treizième roman de la série américaine Alice (Nancy Drew en VO) écrit par Caroline Quine, nom de plume collectif de plusieurs auteurs. L'auteur de ce roman est Mildred Wirt Benson. 
Aux États-Unis, le roman a été publié pour la première fois en 1936 par Grosset & Dunlap, New York. Il a été réédité en 1974 dans une version légèrement modifiée. 
En France, il est paru pour la première fois en 1961 chez Hachette Jeunesse dans la collection « Bibliothèque verte » sous le no 196, et n'a plus été réédité depuis 1975.
Dans ce roman, un Hindou du nom de Raï travaillant dans un cirque, offre à Alice un petit éléphant en ivoire des Indes qu'il prétend être un talisman au pouvoir merveilleux. Le jeune fils de Raï, Soya, qui s'est enfui, supplie Alice de le prendre chez elle car son père le maltraite. Alice recueille l'enfant et va vite s'aperçevoir qu'un mystère entoure les origines du petit Hindou.

## Résumé
Remarque : le résumé est basé sur les éditions cartonnées non abrégées parues de 1961 à 1971 en langue française.

### Mise en place de l'intrigue
De retour de vacances dans les montagnes Bleues, Alice et ses amies Bess et Marion attendent sur le quai d'une gare le train qui doit les ramener chez elles, à River City. Des wagons transportant un cirque ambulant entrent en gare et les jeunes filles assistent à son débarquement sur le quai. Un jeune hindou d'une douzaine d'années fait adroitement sortir un éléphant d'un wagon, mais il est vertement réprimandé par son père, un homme sévère et antipathique du nom de Raï. Alice prend la défense du garçonnet, qui s'appelle Soya. 
Alors que la jeune fille est assise à l'ombre d'un arbre, un boa échappé de sa caisse tombe des branches où il était caché et enserre Alice de ses anneaux. Elle est délivrée à temps par le charmeur de serpents du cirque. Raï a été témoin de la scène ; il aborde Alice et lui offre un talisman en ivoire qui représente un petit éléphant blanc, car, dit-il, Alice possède un pouvoir surnaturel qui la protège du danger. Il explique à la jeune fille que ce talisman a jadis appartenu à un maharadjah d'Inde et qu'en lui faisant présent de l'objet, le sort lui serait favorable, à lui. Le talisman, dit-il encore, possède le pouvoir de vie ou de mort sur quiconque. Alice accepte le présent, mais ne prête pas foi au pouvoir surnaturel du talisman. 

### Enquête et aventures
Les trois amies montent enfin dans le train pour River City. Quelle n'est pas leur surprise lorsque le contrôleur du train exhibe devant les voyageurs un passager clandestin qui n'est autre que ... Soya, le petit cornac hindou. L'enfant se précipite vers Alice et l'implore de le garder avec elle comme serviteur, car il ne supporte plus d'être maltraité par son père. Alice ramène le garçonnet chez elle et demande à son père, l'avoué James Roy, l'autorisation de le garder un certain temps avec eux. James Roy ayant donné son accord, Alice se met en quête d'un professeur particulier pour instruire Soya. Ned Nickerson, son ami étudiant, lui conseille son professeur d'université, M. Jackson, un spécialiste de l'Inde qui parle la langue de Soya. Invité chez les Roy, le professeur Jackson ne manque pas de remarquer le talisman d'ivoire qu'Alice porte au cou, attaché à un cordon de velours noir. Il examine le bijou. C'est, dit-il, un authentique ancien objet d'Inde. Et il confirme les dires de Raï : le talisman pourrait contenir soit un élixir de vie, soit un poison. 
Quelques jours plus tard, une femme d'une cinquantaine d'années se présente chez les Roy en l'absence de l’avocat. Alice la reçoit. L'inconnue, Catherine Glenn, déclare qu'elle souhaitait s'entretenir avec James Roy de la vente de sa propriété. Elle a un comportement très étrange, et lorsqu’elle pose les yeux sur le talisman d'ivoire qu'Alice porte au cou, elle s'évanouit. Aussitôt, un individu fait irruption dans le salon des Roy et se présente comme étant Jack Rider. Il emmène Mlle Glenn évanouie dans sa voiture et quitte les lieux sans autre forme de cérémonie. Alice est très intriguée. Elle rapporte l'aventure à son père et lui demande s'il sait où se trouve la propriété de Mlle Glenn. James Roy lui apprend que Mlle Glenn possède plusieurs hectares de bois et de prairie près de l'ancienne ferme des Davis, sur la route de Redstone. Alice décide d'y aller pique-niquer en compagnie de Bess, Marion et Soya ; elle compte ainsi profiter de l'occasion pour jeter un coup d’œil discret à la propriété. 
Sur place, le groupe découvre une maison abandonnée. Soya voudrait y entrer mais Alice l'en empêche car la loi l'interdit. Peu après, s’apercevant que Soya n'est pas revenu de la maison abandonnée, Alice part le chercher, convaincue qu'il est entré dans la bâtisse malgré son interdiction. L'absence d'Alice se prolongeant, Marion, inquiète, retourne à la maison abandonnée après avoir prié Bess de demeurer près de la voiture dans l'éventualité où Alice et Soya reviendraient. La perspective de demeurer seule ne réjouit pas Bess, et c’est avec anxiété qu'elle attend le retour de ses amis. Mais Marion ne réapparaît pas, pas plus qu'Alice ou Soya. 

### Dénouement et révélations finales
Très alarmée, la jeune fille décide d'aller chercher de l'aide à la ferme voisine en prenant la voiture d'Alice. À peine a-t-elle parcouru un kilomètre qu'un spectacle saisissant s’offre à ses yeux : un pan de la montagne s'entr'ouvre...

## Personnages

### Personnages récurrents
- Alice Roy : jeune détective amateur blonde, orpheline de mère, fille de James Roy.
- James Roy :  avoué[2] de renom, père d'Alice Roy, veuf.
- Bess Taylor : blonde et rondelette, une des meilleures amies d'Alice.
- Marion Webb : brune et sportive, cousine germaine de Bess Taylor et une des meilleures amies d'Alice.
- Ned Nickerson : jeune homme brun et athlétique, ami et chevalier servant d'Alice, étudiant à l'université d'Emerson.
- Sarah : la vieille bonne des Roy, qui a élevé Alice.

### Personnages spécifiques à ce roman
- Soya (Coya en VO, rebaptisé Rishi dans la version revue de 1974) : garçon hindou de douze ans, qui travaille dans un cirque.
- Raï : le père de Soya, qui travaille dans un cirque.
- Catherine Glenn (Anita Allison en VO) : femme de 50 ans.
- Gaspard Picot : un ami de Catherine Glenn.
- Thomas Miller : le gardien de la propriété de Mlle Glenn.
- Jack Rider : un ami de Mlle Glenn.

## Remarques
- Ce titre n'a plus été réédité dans la Bibliothèque verte depuis 1973, et depuis 1976 dans l'Idéal-Bibliothèque.
- Dans la réédition de 2009 d'Alice écuyère, une publicité figurant à la fin du livre annonçait le quatorzième volume de la série à paraître : Alice et le talisman d'ivoire. À ce jour (janvier 2017), il n'a toujours pas été publié.
- Ce roman comporte 23 chapitres au lieu des 25 chapitres originaux que comportent habituellement les volumes originaux anglais et français, ce qui laisse à penser que la première traduction française aurait été abrégée, ou l'ordre des chapitres, modifié.

## Éditions françaises
Note : Toutes les éditions ont paru aux éditions Hachette Jeunesse.
- 1961 : Alice et le Talisman d'ivoire — coll. « Bibliothèque verte » no 196, cartonné, texte original. Illustré par Albert Chazelle. Traduit par Hélène Commin. 251 p.  ;
- 1971 : Alice et le Talisman d'ivoire — coll. « Bibliothèque verte », cartonné, texte original. Nouvelle couverture illustrée par Albert Chazelle. Traduit par Hélène Commin. 251 p.  ;
- 1975 : Alice et le Talisman d'ivoire — coll. « Idéal-Bibliothèque », cartonné, texte abrégé. Illustré par Guy Maynard. Traduit par Hélène Commin. 23 chapitres. 183 p.